# جون دونكان (دبلوماسي)
جون دونكان (بالإنجليزية: John Duncan)‏ هو دبلوماسي بريطاني، ولد في 17 أبريل 1958 في دندي في المملكة المتحدة.